# Петкевич Людомир Антонович
Людоми́р Анто́нович Петке́вич (11 лютого 1881, Усичі, Торчинська волость, Луцький повіт, Волинська губернія, Російська імперія — †16 грудня 1972, с. Константиново, Воскресенський район, Московська область, РРФСР, СРСР) — композитор, диригент (капельмейстер) імператорських  і радянських військових оркестрів.

## Біографія

### Дитинство та юність
Народився Л. А. Петкевич у селі Усичі, на Волині. У віці тринадцяти років був зарахований музикантом-вихованцем до оркестру 11-го Ризького драгунського полку строком на шість років. В цьому полку відбували дійсну службу прадід, дід і батько Петкевича — Антон Іванович. Цю сімейну традицію продовжив і Людомир. У хлопчини виявили неабиякі здібності до гри на кларнеті. Старанність, працьовитість юного музиканта незабаром принесли успіх, його визнали полкові музики-ветерани, і було довірено виконання партії кларнета в основному складі оркестру.

### Строкова служба в Імператорській армії

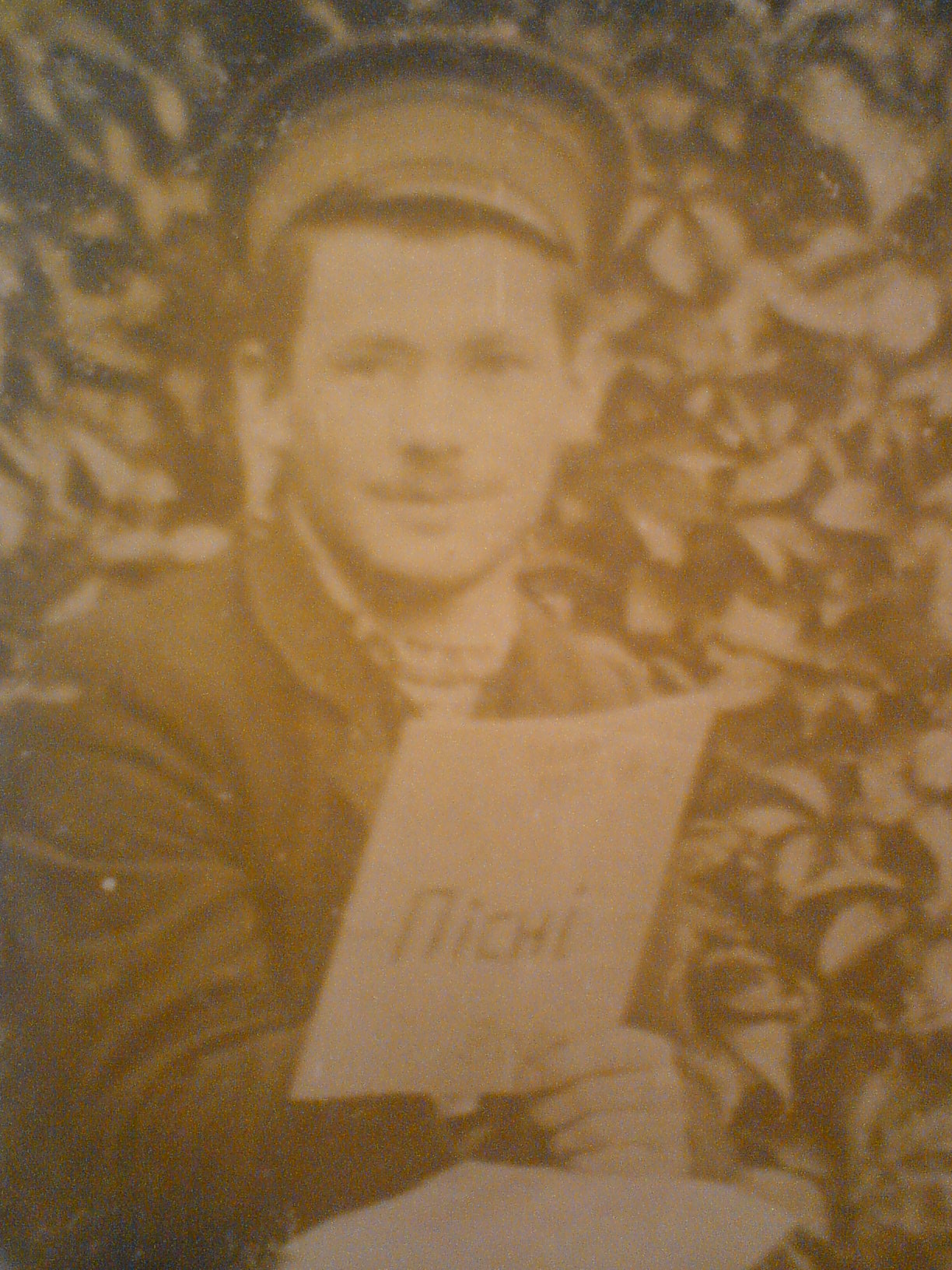

Строкову службу Людомир Антонович розпочав у 7-му Ольвіопольському уланському короля іспанського Альфонса XIII полку, а потім, з 1904-го, служив у 1-му Лейб-драгунському Московському імператора Петра I полку. Брав участь у Російсько-японській війні у складі Заамурського кінного полку.
В 1910 році 29-річний Петкевич перевівся до 11-го гренадерського Фанагорійського генералісимуса князя Суворова полку заступником капельмейстера. Після отримання спеціальності «диригент», він стає капельмейстером полкового оркестру. З початком Першої світової війни і до жовтня 1917-го Людомир знаходився на фронті. Згодом диригента з командою музик було відряджено до Москви квартир'єром задля підготовки казарм до прибуття полку.

### Після 1917 року
Після Жовтневого перевороту Петкевич разом із полковим оркестром перейшов на службу до нової влади. Колектив отримує назву Зразково-показовий військовий оркестр, проводить концерти в будівлі Смольного інституту, у Великому театрі, у Лефортівському палаці, на демонстраціях, урочистостях, тощо.
Особливо значним, того часу, став виступ оркестру Людомира Антоновича на параді у честь 1 травня 1918 року. На параді оркестром вперше виконано фанфарний марш «Сигнал», написаний Петкевичем; інші марші з репертуару були з нотних записів, зроблених композитором під час перебування ним на посаді капельмейстера в Імператорській армії — «Марш Богдан Хмельницький», «Суворовський марш», «Прощання слов'янки», «Марш Преображенського полку» та інші.

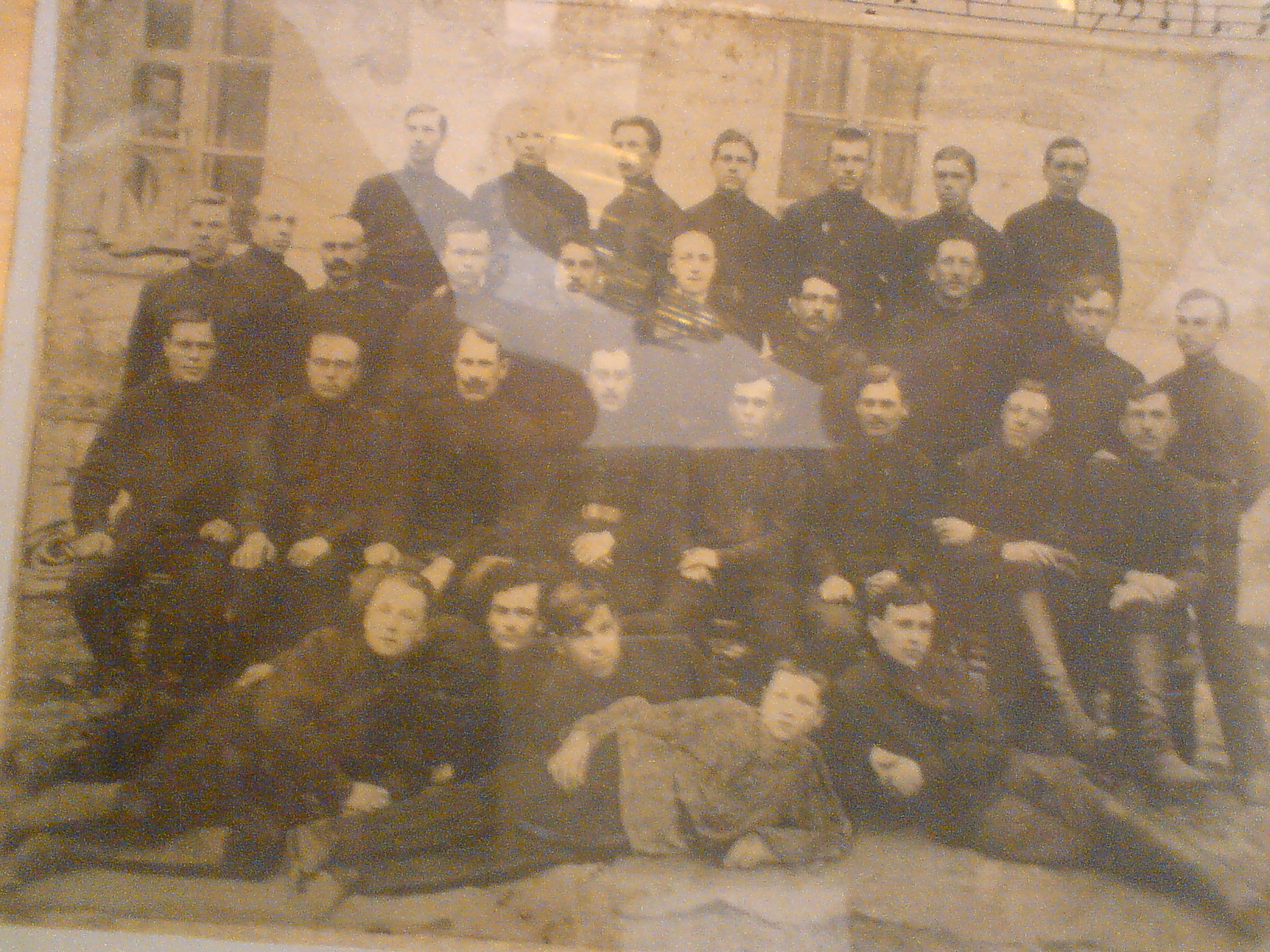

Незабаром полк було розформовано, а оркестр передано 2-й Московській піхотній школі.
Петкевич брав участь у Громадянській війні, разом з оркестром перебував на Південному і Петроградському фронті, війська яких вели бої з Добровольчою армією Денікіна та військами Юденича. В одному з боїв Людомир отримав контузію. Повернувшись із фронту, продовжував обслуговувати військово-оркестрові паради. Демобілізувався у віці 44 років в 1925 році. Став інструктором духових оркестрів при управлінні Московських міських залізниць, потім протягом чотирьох років керував оркестром при клубі в Кунцево. Наступні роки, починаючи з 1930-го, аж до виходу на пенсію у 1962 році, працював керівником духових оркестрів м. Москви та Московської області.
Помер Людомир Антонович 16 грудня 1972-го, похований на старовинному кладовищі села Константиново Воскресенського району.

## Нагороди
- Орден «Знак Пошани»
- Медаль «За доблесну працю у Великій Вітчизняній війні 1941—1945 рр.»

## Твори
Автор маршу «Сигнал» та інших оркестрових творів, інструментальних текстів для духового оркестру.